# Fuchswerke

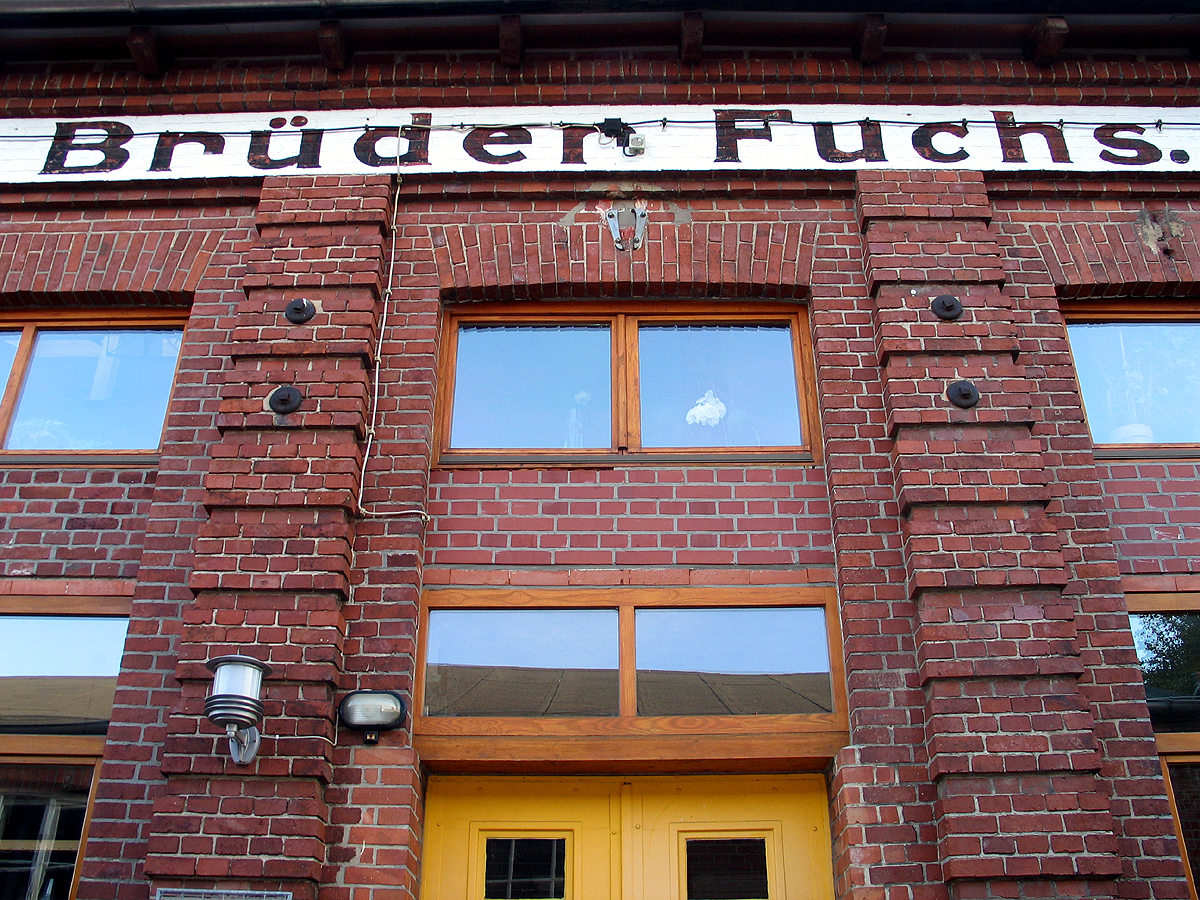
Moderner Zugang zu einem historischen Fabrikgebäude in Backsteinarchitektur unter der Aufschrift „Brüder Fuchs“

Die Fuchswerke in Hannover stehen auf einem ehemaligen Fabrikgelände im hannoverschen Stadtteil Badenstedt unter der Adresse Empelder Straße 96. Nach einer Sanierung der teils aus dem späten 19. Jahrhundert stammenden Werksgebäude und einer preisgekrönten Sanierung der historischen Anlage sind hier heute Werkstätten, Büros, Läden, Ateliers und Wohnungen zu finden, aber auch eine der letzten erhaltenen ehemaligen Zwangsarbeiterbaracken in der niedersächsischen Landeshauptstadt.

## Geschichte

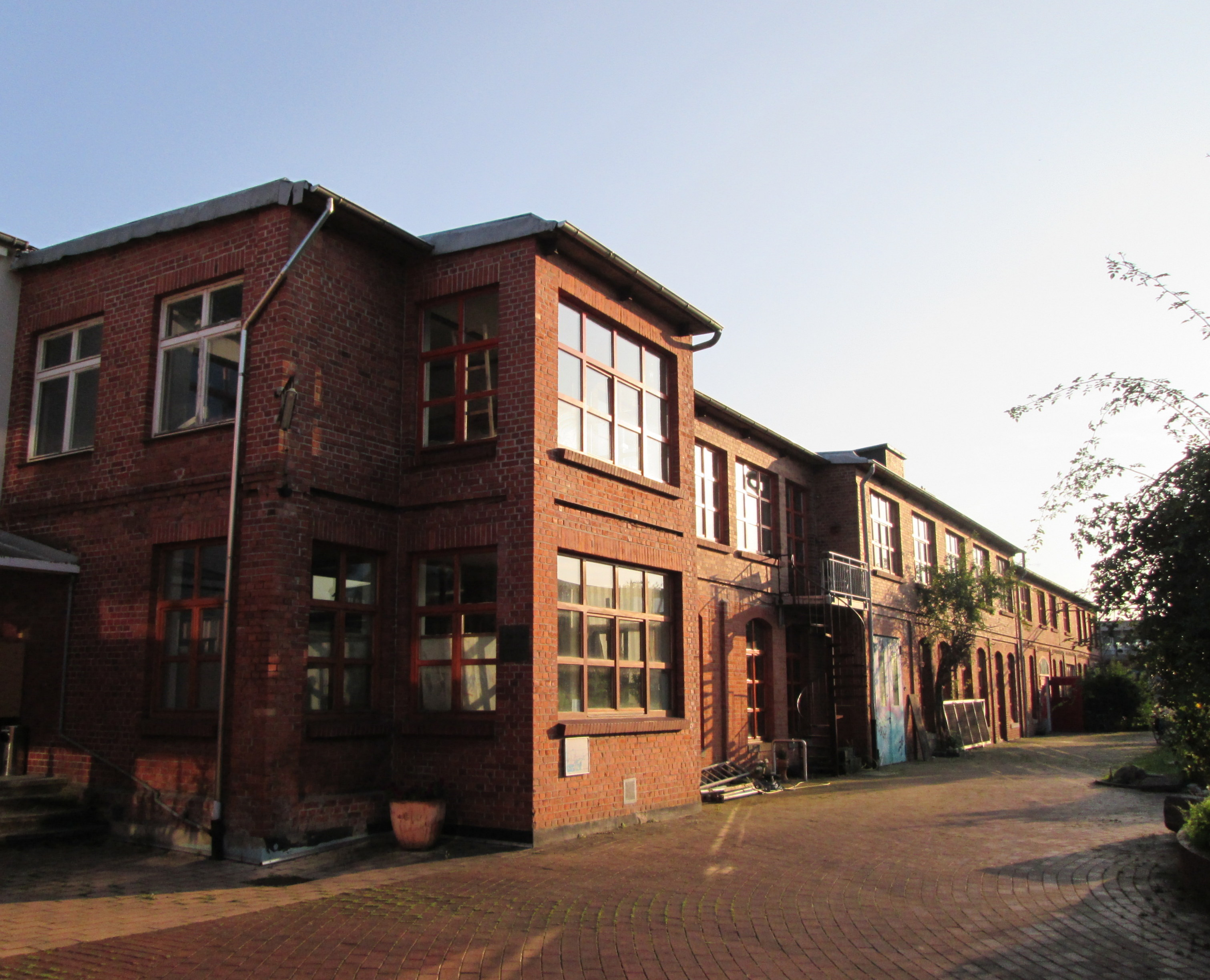
Blick über neu verlegte Klinkersteine auf vorspringende Gebäudestrukturen

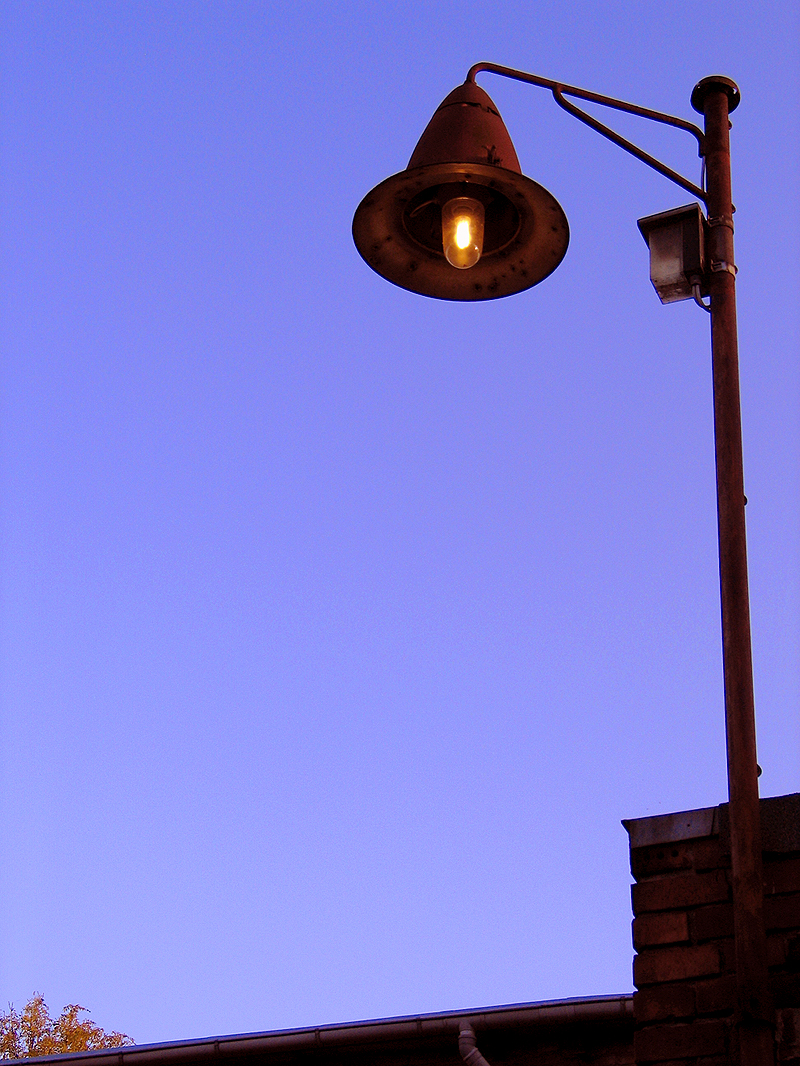
Alter Beleuchtungskörper am Abend

Auf dem Gelände der späteren Fuchswerke in Badenstedt errichtete der Unternehmer Louis Tidow in späten Gründerzeit des Deutschen Kaiserreichs im Jahr 1898 „auf der grünen Wiese“ eine Fabrik zur Produktion von Feuerwehrspritzen.
Nach dem Ersten Weltkrieg erwarben die Gebrüder Fuchs, die schon zuvor, 1907 das „ADMI-Werk“ gegründet hatten, im Jahr 1919 die ehemals Tidowsche Fabrik in Badenstedt, die sie bald zu ihrem Hauptwerk ausbauten, nachdem das Berliner Werk für Produktion nicht mehr ausreichte. In Badenstedt konnte der Firma ADMI-Werke Brüder Fuchs auf einem Areal von knapp 10.000 m² und Gebäudeflächen von rund 6000 m² mit zeitweilig mehr als 700 Mitarbeitern tätig werden. Als größter Betrieb des späteren hannoverschen Stadtteils wurden hier medizinisch-technische Apparate wie etwa Krankenhausbetten oder Operationstische produziert, die weltweit exportiert wurden.
Während teils noch in der Kaiserzeit konstruierte Einrichtungsgegenstände des Unternehmens heute noch im Museumsbetrieb vor Ort laufen, etwa eine versetzte Stanze, stammen die originalen und funktionstüchtigen Aufzüge der ADMI-Werke aus den Jahren 1936 und 1952.
In der Zeit des Nationalsozialismus wurde während des Zweiten Weltkrieges im Jahr 1941 eine Baracke für Kriegsgefangene aufgestellt. An gleicher Stelle wurde 1943 eine von der Firma Böker & Söhne hergestellte „Wohnbaracke für ausländische Arbeiter“ in den Maßen 10 × 21 m errichtet. Noch in der Nachkriegszeit wurde die Baracke in den 1960er Jahren als „Fremdarbeiterheim“ genutzt.
Nach der Einstellung der Produktion der ADMI-Werke am Standort Badenstedt im Jahr 1993 erwarb Rolf Häcker im Folgejahr 1994 die Industriebrache und begann bald darauf mit einer umfangreichen Sanierung bei weitestgehendem Erhalt der historischen Bausubstanz und -struktur. Während der neue Eigentümer die Anbringung einer Erinnerungstafel an der ehemaligen Kriegsgefangenenbaracke ankündigte, wollte er auf dem Gelände mit seiner großen Freifläche zugleich „ein Miteinander von Arbeiten und Wohnen“ ermöglichen.

## Grünflächen

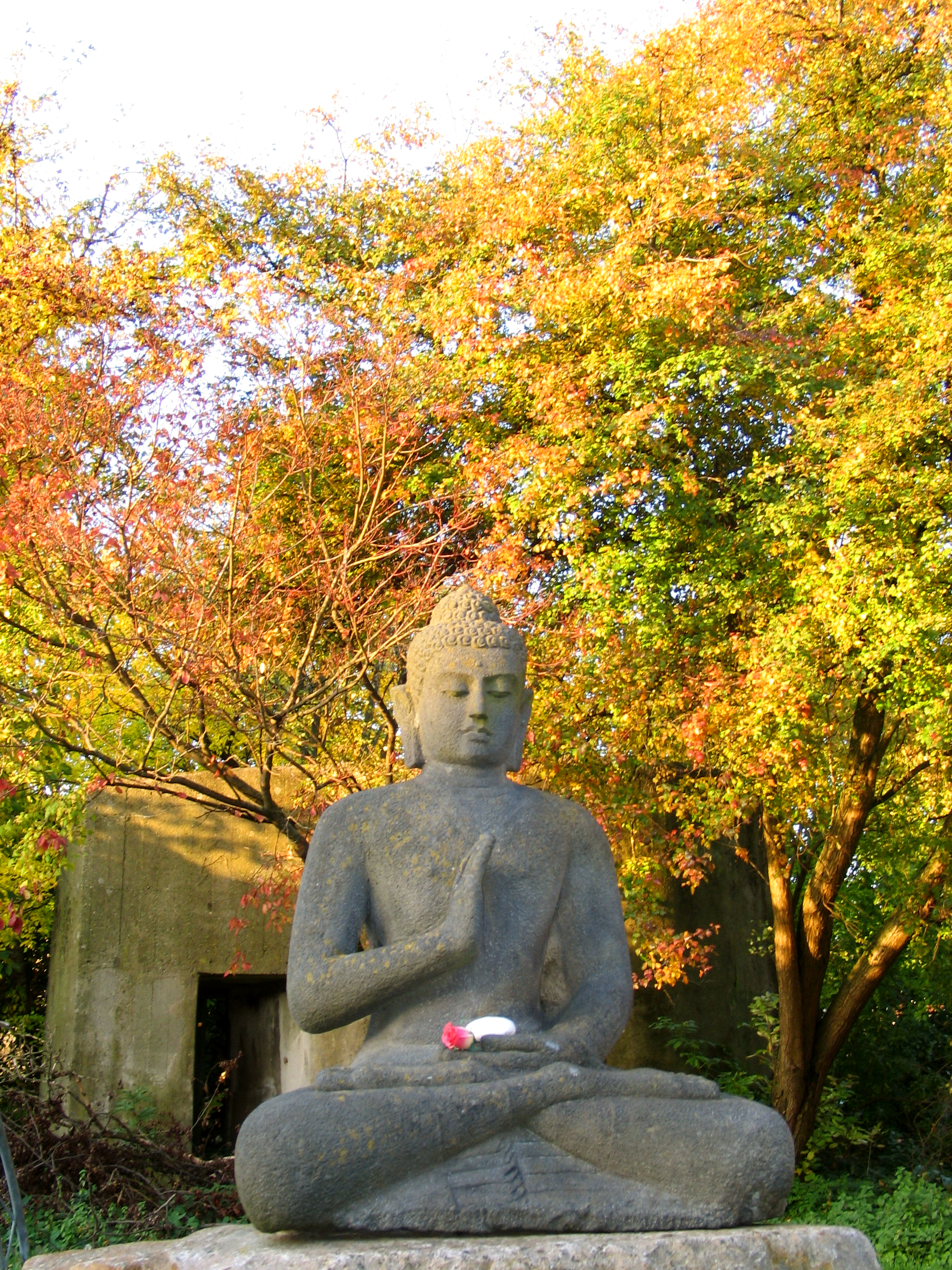
Vor neu gepflanzten Bäumen und Sträuchern: Der Sitzende Buddha des Indonesischen Pavillons der Expo 2000 vor einem Bunker des Zweiten Weltkrieges

Trotz eines eher positiven Gutachtens über mögliche Schadstoffe auf dem Gelände ließ Häcker 1995 den Boden der Freifläche auskoffern und mit rund 40 Sattelschleppern Mutterboden verfüllen. Anschließend wurde das Areal insbesondere um den alten Feuerwehrbunker mit Bäumen und Büschen bepflanzt, wodurch ein Biotop für Vögel und Fledermäuse gefördert wurde. Während eigens angelegte Benjeshecken Igeln und andere Kleintiere dienen, wurden die Grünflächen mit duftenden, teilweise alten Blumenzüchtungen, Kräutern und Heilpflanzen bepflanzt, die von den Immen der auf dem Gelände aufgestellten Bienenstöcke bestäubt werden.
Nur wenige Wochen nach der Weltausstellung Expo 2000 wurde im November des Jahres die Buddha-Statue des Indonesischen Pavillons auf dem Gelände aufgestellt, um die Umgestaltung des ehemaligen Fabrikareals zu einer „Oase für Menschen und Tiere“ zu unterstreichen. 2001 wurde das Gelände schließlich mit dem 1. Preis des Wohnumfeldwettbewerbs der Landeshauptstadt Hannover ausgezeichnet.

## Weitere Nutzungen
Zeitweilig hatte der Künstler Nigel Packham sein Atelier auf dem Gelände unter der Adresse Empelder Straße 96.